# دکتر پلونک
«دکتر پلونک» (انگلیسی: Dr. Plonk) فیلمی در ژانر کمدی به کارگردانی رالف ده هیر است که در سال ۲۰۰۷ منتشر شد. از بازیگران آن می‌توان به مگدا زوبانسکی اشاره کرد.